# Voordijkshoorn
Voordijkshoorn, informeel meestal Kuyperwijk genoemd, is een wijk in het westen van Delft, in de Nederlandse provincie Zuid-Holland. De wijk grenst aan Hof van Delft. De Voordijkshoorn is een van de acht Delftse wijken. Ze bestaat uit de volgende buurten:
| CBS-buurtcode | Buurtnaam        | Inwonertal | Opp. totaal (ha) | Opp. land (ha) | Ligging                |
| ------------- | ---------------- | ---------- | ---------------- | -------------- | ---------------------- |
| BU05031400    | Kuyperwijk-Noord | 1590       | 16               | 16             | Locatie in de gemeente |
| BU05031401    | Kuyperwijk-Zuid  | 1770       | 17               | 17             | Locatie in de gemeente |
| BU05031402    | Ecodus           | 1000       | 13               | 13             | Locatie in de gemeente |
| BU05031403    | Marlot           | 470        | 13               | 13             | Locatie in de gemeente |
| BU05031404    | Westlandhof      | 1080       | 17               | 17             | Locatie in de gemeente |
| BU05031405    | Hoornse Hof      | 1560       | 37               | 37             | Locatie in de gemeente |
| BU05031406    | Den Hoorn        | 170        | 33               | 32             | Locatie in de gemeente |
| BU05031407    | Molenbuurt       | 1230       | 14               | 14             | Locatie in de gemeente |

Stad: Delft     Buurtschappen: Abtswoude · Klein-Delfgauw

Wijken en Buurten: Buitenhof · Centrum · Delftse Hout · Hof van Delft · Ruiven · Schieweg · Tanthof · Voordijkshoorn · Voorhof · Vrijenban · Wippolder

Bedrijventerreinen: Delftechpark · Technopolis

Zuid-Holland: Steden en dorpen    Nederland: Provincies · Gemeenten